# Luterański Ewangelicki Kościół Augsburskiego Wyznania w Republice Czeskiej

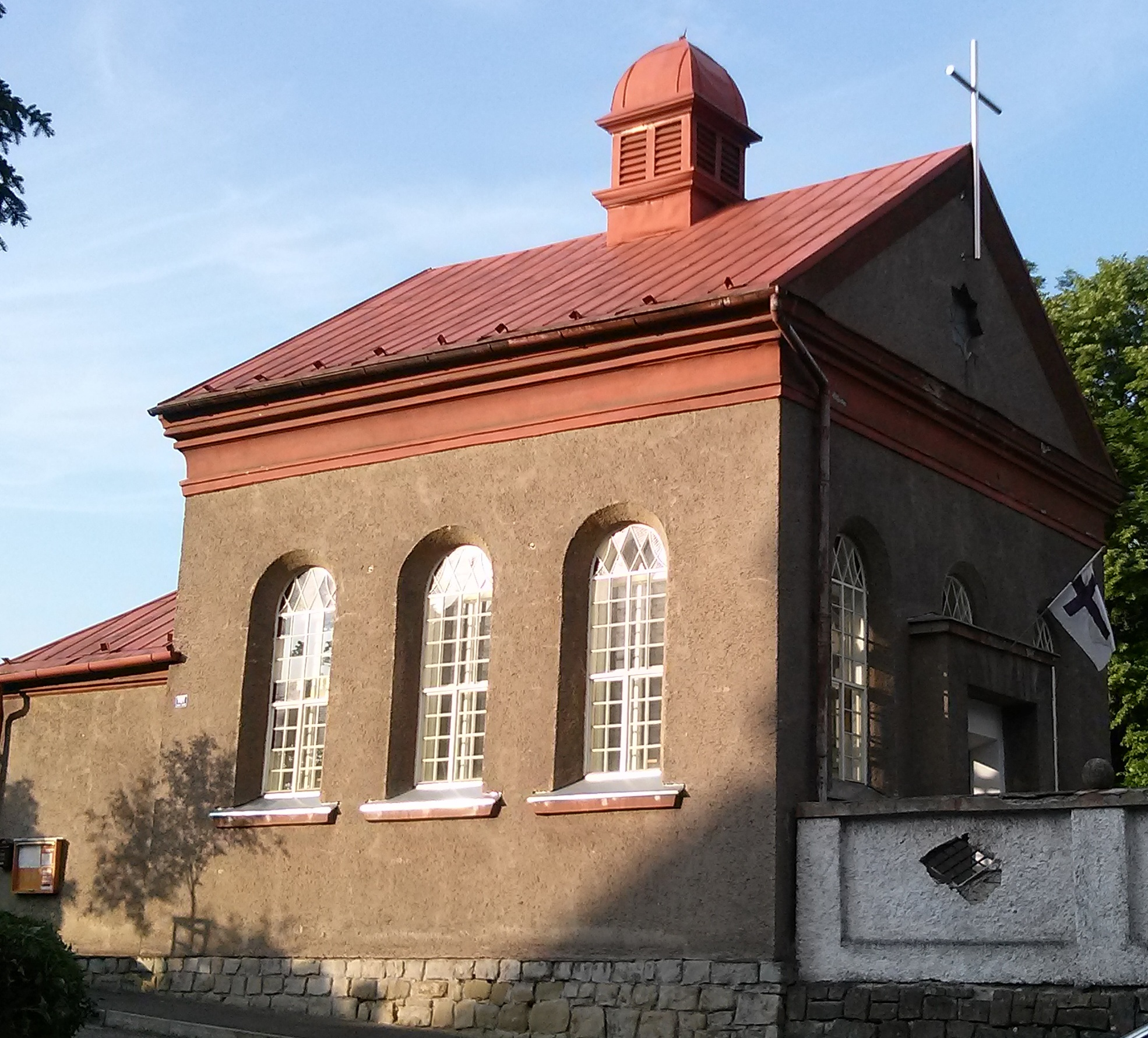
Kościół Zmartwychwstania Pańskiego w Czeskim Cieszynie

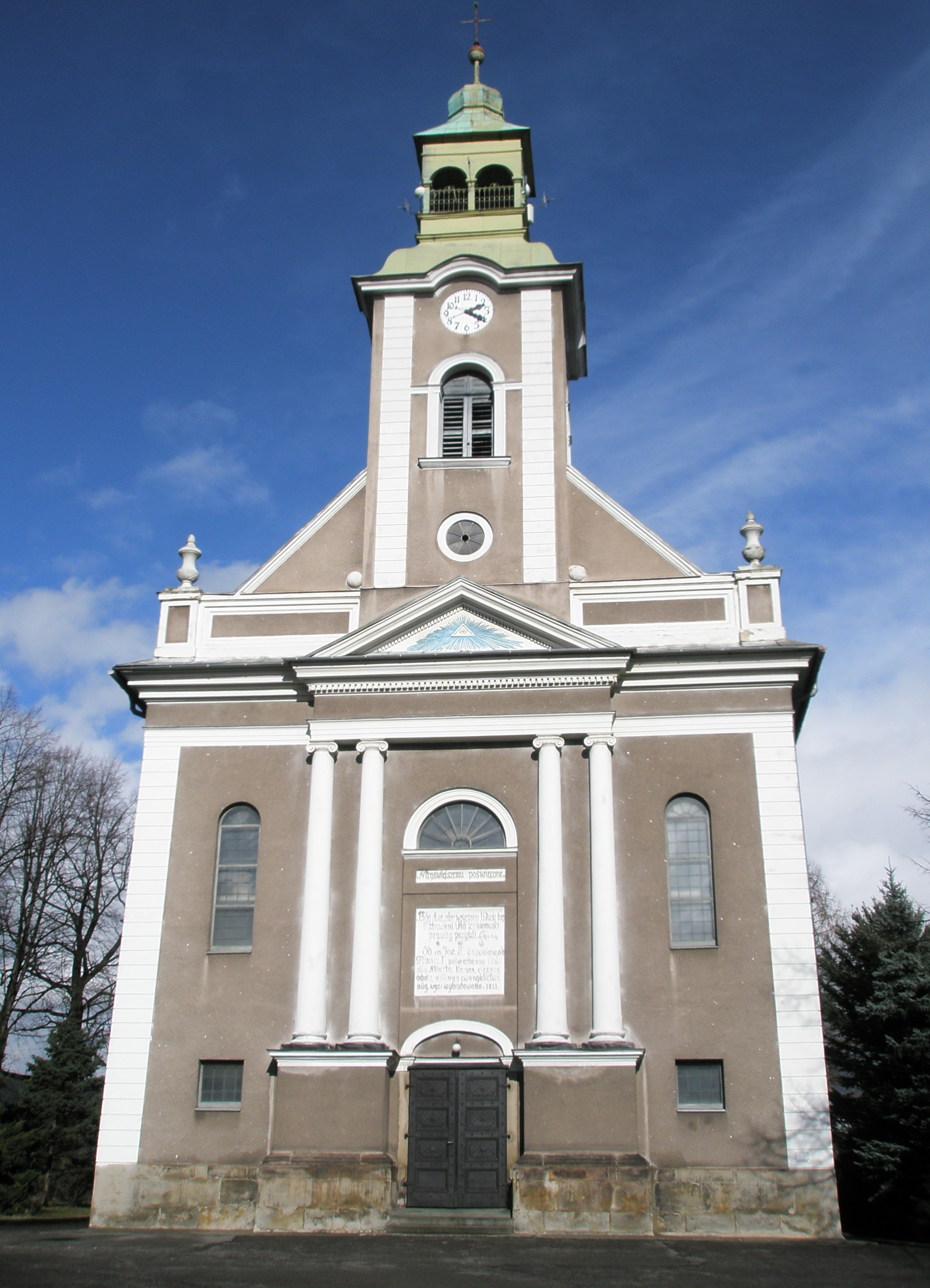
Kościół w Bystrzycy, współużytkowany przez LECAV i SCEAV

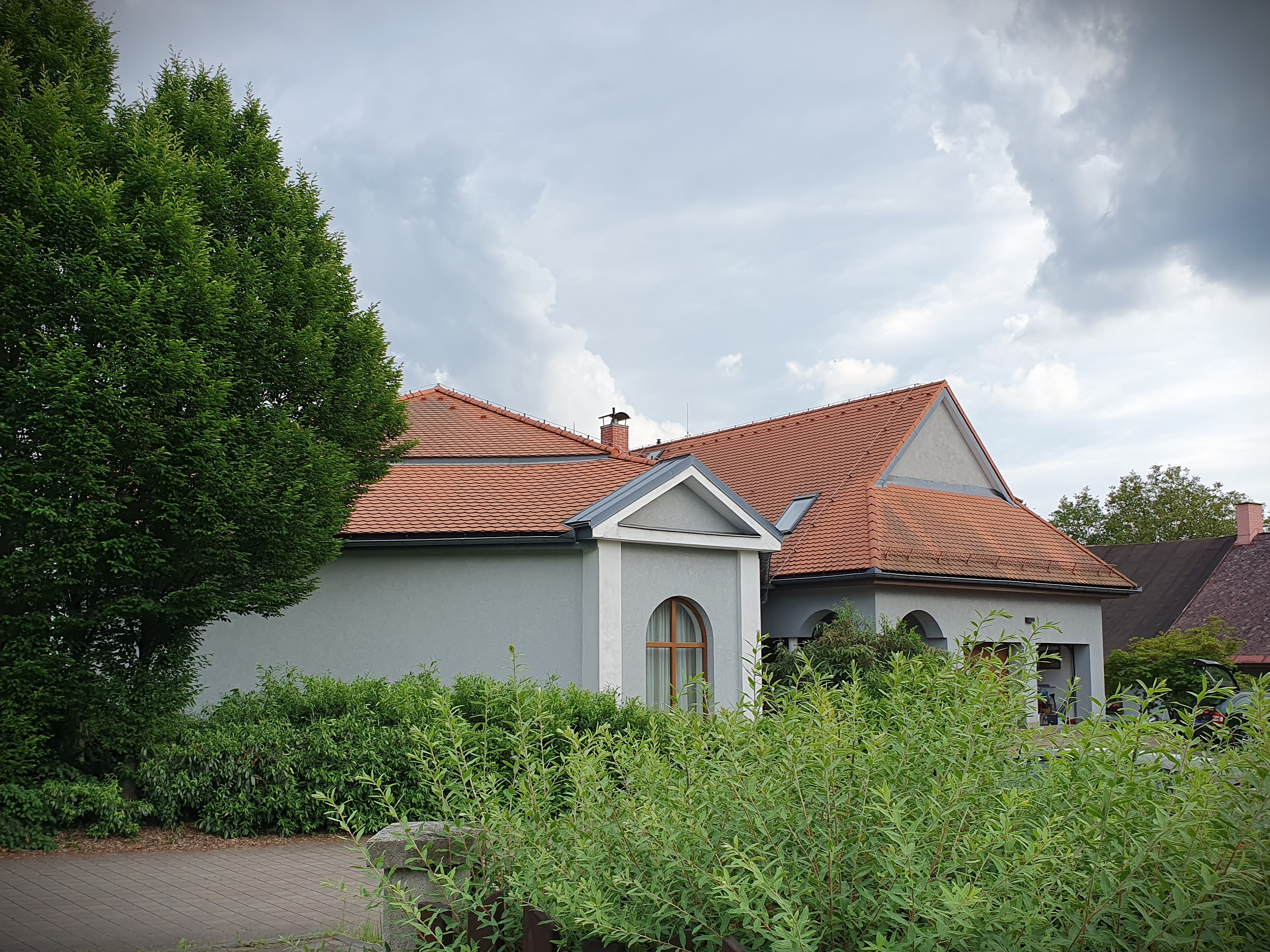
Centrum Luterańskie w Bystrzycy

Luterański Ewangelicki Kościół Augsburskiego Wyznania w Republice Czeskiej (cz. Luterská evangelická církev augsburského vyznání v České republice, LECAV) – Kościół luterański działający przede wszystkim na Śląsku Cieszyńskim w Czechach, powstały w wyniku rozłamu w Śląskim Kościele Ewangelickim Augsburskiego Wyznania (SCEAV).

## Historia
Po aksamitnej rewolucji i upadku komunizmu w Czechosłowacji pojawiły się głosy o rozliczeniu się kierownictwa Śląskiego Kościoła Ewangelickiego Augsburskiego Wyznania z działalności w okresie reżimu. Władze Kościoła kierowane przez biskupa Wilhelma Stonawskiego nie zajęły jednak stanowiska w tej sprawie, nie odniosły się też do działań swoich poprzedników. Zarzucano im blokowanie działalności organizacji charytatywnych oraz Społeczności Chrześcijańskiej. Z drugiej strony część wiernych mówiła o wprowadzaniu do Kościoła nowych, nie pasujących do jego tradycji elementów, jak na przykład ruchy misyjne. Wskazywano też na tworzenie podziału na lepszych i gorszych ewangelików.
Po zwołaniu Synodu w Trzanowicach w marcu 1991 postanowiono o wyborze nowych władz kościelnych, którym przewodzić miał biskup Vladislav Volný. Postanowienia te zostały potwierdzone przez kolejny Synod, który odbył się w listopadzie tego samego roku w Czeskim Cieszynie.
Z decyzją tą nie zgadzała się część wiernych skupionych wokół starego kierownictwa SCEAV. Postanowili oni o odłączeniu się od Kościoła śląskiego i zarejestrowaniu w 1995 Luterańskiego Kościoła Ewangelickiego Augsburskiego Wyznania ze zborami w Bystrzycy, Czeskim Cieszynie, Gródku i Trzyńcu. Biskupem nowego Kościoła został Wilhelm Stonawski. Stosunki między SCEAV a LECAV zostały nawiązane dopiero w 1997, dzięki pośrednictwu Światowego Związku Kościołów Luterańskich.
W 2003 działalność rozpoczął zbór w Pradze. 31 października 2008 dokonano poświęcenia Centrum Luterańskiego w Bystrzycy, a 1 maja 2012 – kościoła Zmartwychwstania Pańskiego w Czeskim Cieszynie, będącego pierwszą świątynią należącą wyłącznie do LECAV.
Obradujący dnia 23.06.2018 Synod Kościoła w Bystrzycy wybrał nową Radę Kościelną w składzie: ks. Věslav Szpak (Biskup), ks. Ladislav Devečka (zastępca Biskupa), oraz inż. Iwan Śliż (Kurator Kościoła).
1 listopada 2024 w Bystrzycy miało miejsce wprowadzenie ks. Ladislava Devečki w urząd biskupa kościoła.

## Współczesność
Według danych ze spisu powszechnego z 2011 Kościół liczył 2589 członków, natomiast według własnych statystyk Luterański Ewangelicki Kościół Augsburskiego Wyznania skupiał 5412 wiernych.
Kościół prowadzi szkoły niedzielne, nauki dla konfirmantów, godziny biblijne, spotkania dla młodzieży i kobiet oraz próby chóru. Wydawane jest dwujęzyczne czasopismo Evangelík oraz Evangelíček, adresowany do dzieci.
LECAV nie należy do żadnych organizacji ekumenicznych, czyni jednak kroki o członkostwo w Ekumenicznej Radzie Kościołów w Republice Czeskiej i prowadzi współpracę z polskim Kościołem Ewangelicko-Augsburskim oraz Związkiem Marcina Lutra (Martin-Luther-Bund) z Erlangen.
Pomimo podziału w 1995, LECAV utrzymuje obecnie przyjazne stosunki ze Śląskim Kościołem Ewangelickim Augsburskiego Wyznania. Te dwa Kościoły wraz z Kościołem Ewangelicko-Augsburskim w RP oraz Kościołem Ewangelicko-Reformowanym w RP wydały wspólny Śpiewnik Ewangelicki, opublikowany w 2002, a w 2005 LECAV i SCEAV zakończyły prace nad czeskojęzycznym Kancjonałem.

## Nauka
Jedynym źródłem wiary dla Luterańskiego Ewangelickiego Kościoła Augsburskiego Wyznania, jak dla wszystkich kościołów ewangelickich jest Biblia, pozostająca podstawą doktryny i życia chrześcijańskiego. Kościół uznaje sześć ksiąg symbolicznych: ekumeniczne wyznania wiary (apostolski symbol wiary, nicejsko-konstantynopolitańskie wyznanie wiary, atanazjańskie wyznanie wiary), Wyznanie augsburskie, Obrona Wyznania augsburskiego, Artykuły szmalkaldzkie, Mały katechizm Marcina Lutra, Duży katechizm Marcina Lutra i Formuła zgody.

## Struktura organizacyjna
LECAV jest Kościołem o strukturze episkopalno-synodalnej. Jego podstawową jednostką jest zbór, do którego należą wszyscy wierni Kościoła zamieszkali na terenie parafii. Najwyższym organem zboru jest Zgromadzenie Zborowe, które decyduje o ważnych dla niego sprawach, wybiera proboszcza oraz Radę Zborową. Natomiast najwyższą władzą ustawodawczą LECAV jest Synod Kościoła, który jest wybierany spośród duchownych oraz świeckich członków w sposób demokratyczny. Synod wybiera biskupa (zwierzchnika) Kościoła oraz Radę Kościoła (władzę administracyjną) na sześcioletnią kadencję.
Obecnym biskupem jest ks. Ladislav Devečka, którego siedzibą jest Bystrzyca. Kościół w 2024 posiadał łącznie 9 duchownych.
Kościół luterański posiada cztery zbory:
- zbór w Bystrzycy
- zbór w Czeskim Cieszynie
- zbór w Gródku
- zbór w Trzyńcu

W latach 2003–2023 funkcjonował ponadto zbór w Pradze.